# Šternberský palác (Malá Strana)
Šternberský palác je barokní palác na Malostranském náměstí čp. 7, č.o. 19, na Malé Straně, v Praze 1. Vznikl v roce 1703 propojením dvou sousedních budov. Nyní je součástí komplexu budov Poslanecké sněmovny Parlamentu České republiky.

## Historie

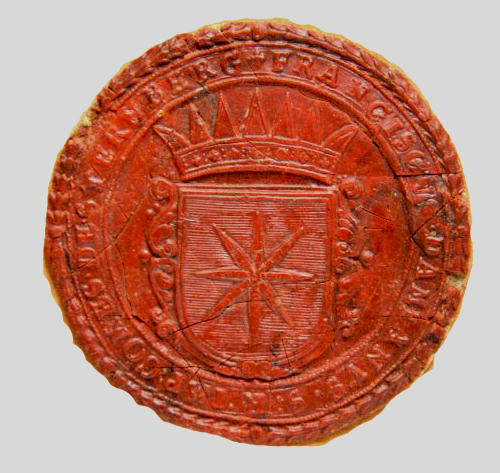
Pečeť Františka Damiána Šternberka (1667–1723), zakladatele Šternberského paláce v Praze

Na místě dnešního paláce stávaly dva renesanční domy, založené na obvodových zdech domů gotických. Při stavebních úpravách sklepů byly objeveny základy staveb ze 13. až 14. století. Na dnešním průčelí je patrná ustupující část paláce, která je postavena na základech domu zvaného „Na baště“. V tomto domě 2. června 1541 vypukl zničující požár, kterému padly za oběť dvě třetiny domů Malé Strany, celá severní část Pražského hradu a poškozen byl i chrám sv. Víta.
Druhý dům původně patřil císařskému poručíkovi Antoniu Vittalimu. Aby po bitvě na Bílé hoře zachránil svůj majetek, vyvěsil na dům obraz Panny Marie, který zde v různých podobách přetrvává dodnes. Po zničujícím požáru byla parcela pod domem Na baště dlouhou dobu neprodejná, byla považována za prokletí města. Až v roce 1664 ji získal císařský komoří Oldřich Adolf Vratislav ze Šternberka (1627–1703), který o dvacet let později koupil i sousední dům Vittaliho.
K architektonickému spojení obou budov došlo až v letech 1703–1719, kdy budovy vlastnil František Damián ze Šternberka (1667–1723). S největší pravděpodobností se tak stalo podle projektu Giovanni Battisty Alliprandiho. Vnitřní výzdobu paláce provedli štukatéři Giuseppe Donato Frisoni a Giovanni Bartolomeo Cometa, a malíři Jan Rudolf Bys a Abraham a Isaac Godynové.
Na fasádě je zachován barokní obraz Korunování Panny Marie adorované svatými patrony objednavatele. Vlastnictví paláce připomíná také šternberský rodový erb, dekorovaný Řádem zlatého rouna s korunkou.
Dům má mimořádný význam pro dějiny české vědy a umění. V době, kdy jeho majitelem byl sběratel umění František Josef hrabě ze Šternberka-Manderscheidu (1763–1830), zde byla založena Soukromá společnost nauk (1770), v roce 1790 přejmenovaná na Královskou českou společnost nauk. V roce 1796 tu vznikla i Společnost vlasteneckých přátel umění. Bylo zde také první sídlo sbírek její obrazárny, pozdější Národní galerie. U dalšího člena rodu, přírodovědce Kašpara Maria ze Šternberka, se scházely vůdčí osobnosti národního obrození (Josef Dobrovský, František Martin Pelcl, František Palacký, Viktor Barvitius) a v jejich kruhu vznikla myšlenka zřízení Národního muzea (1818) a Společnosti vlasteneckého muzea v Čechách (1820).

## Galerie

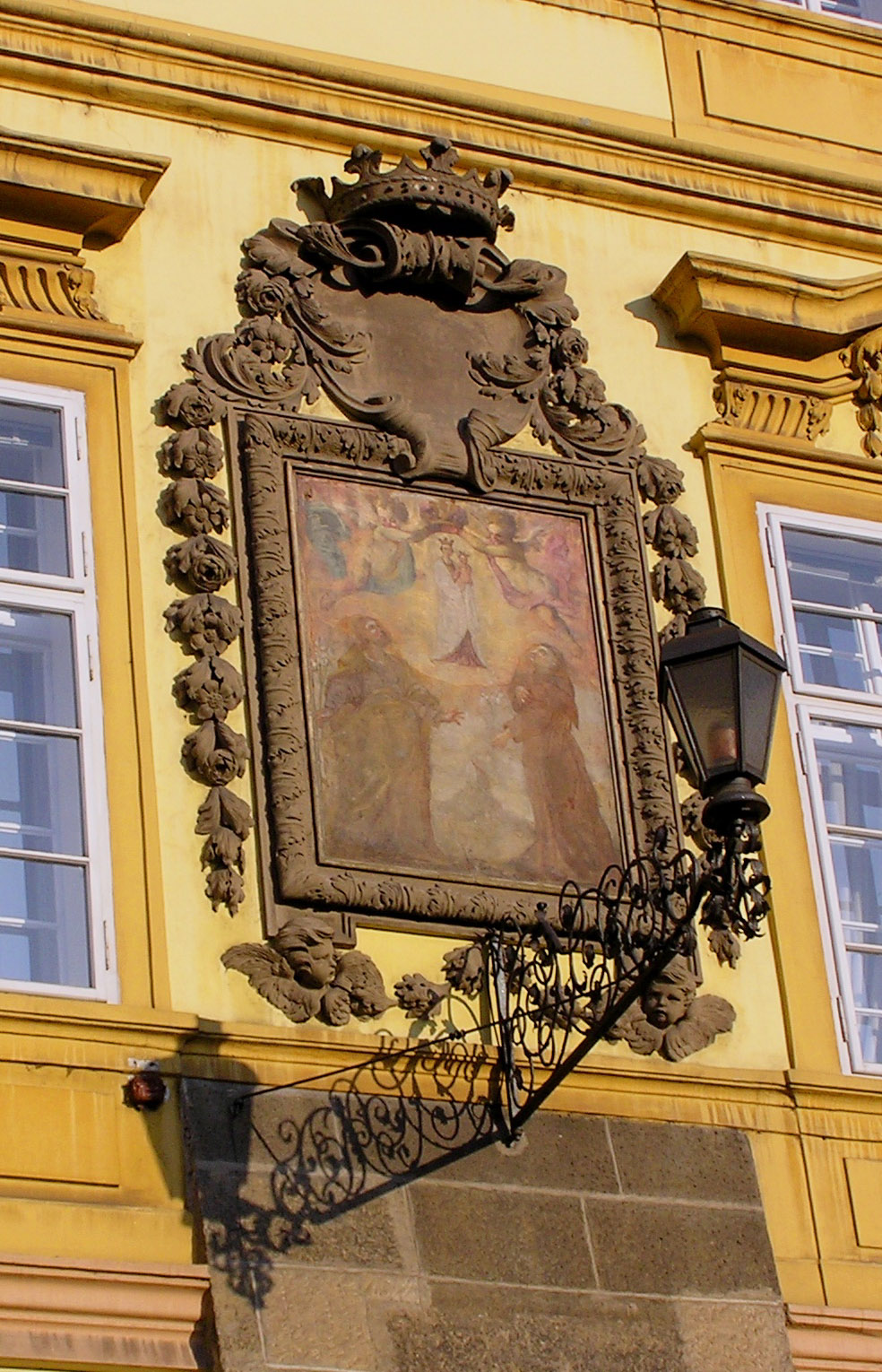
Obraz Korunovace Panny Marie na průčelí paláce
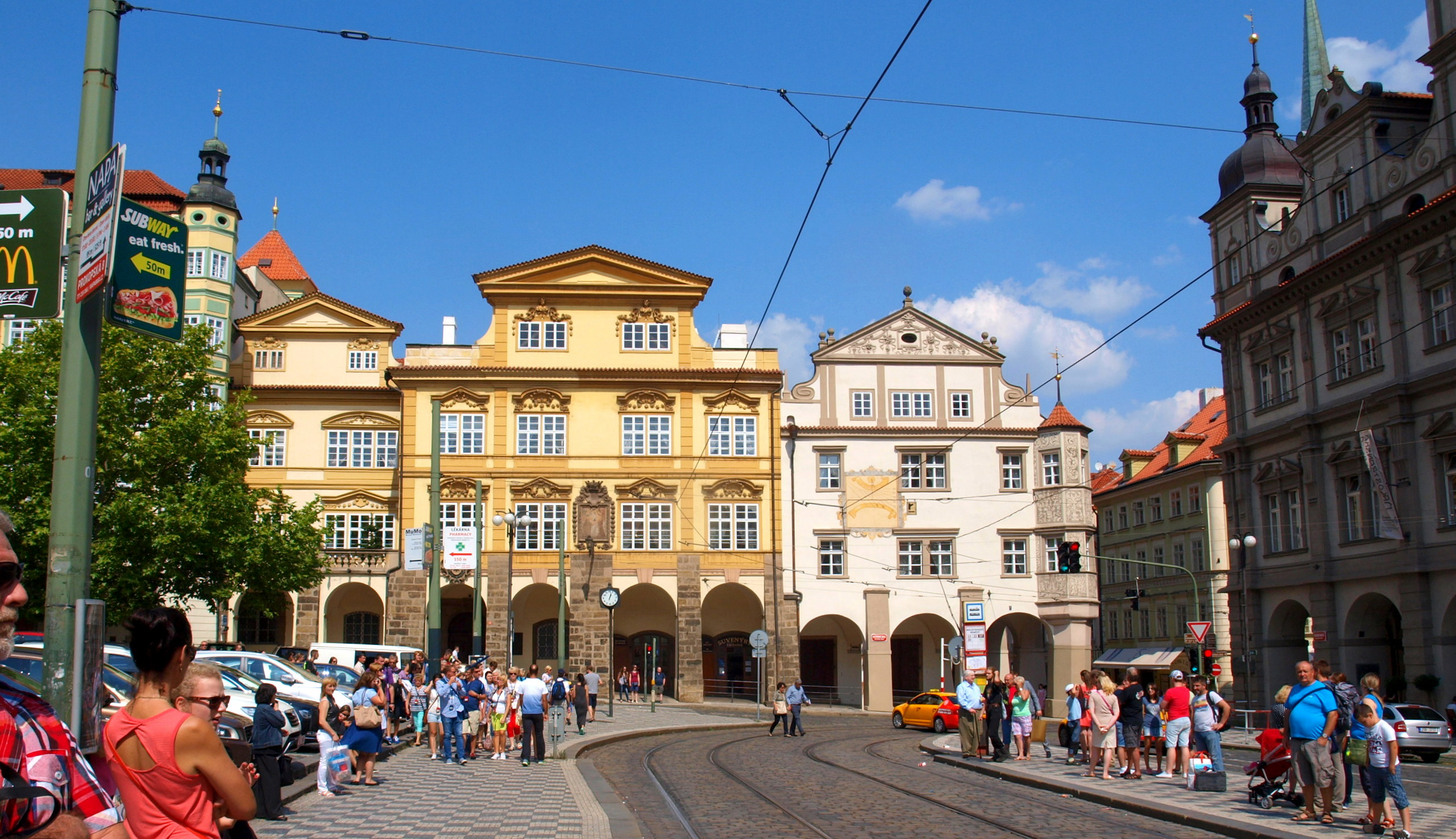
Šternberský palác na Malé Straně
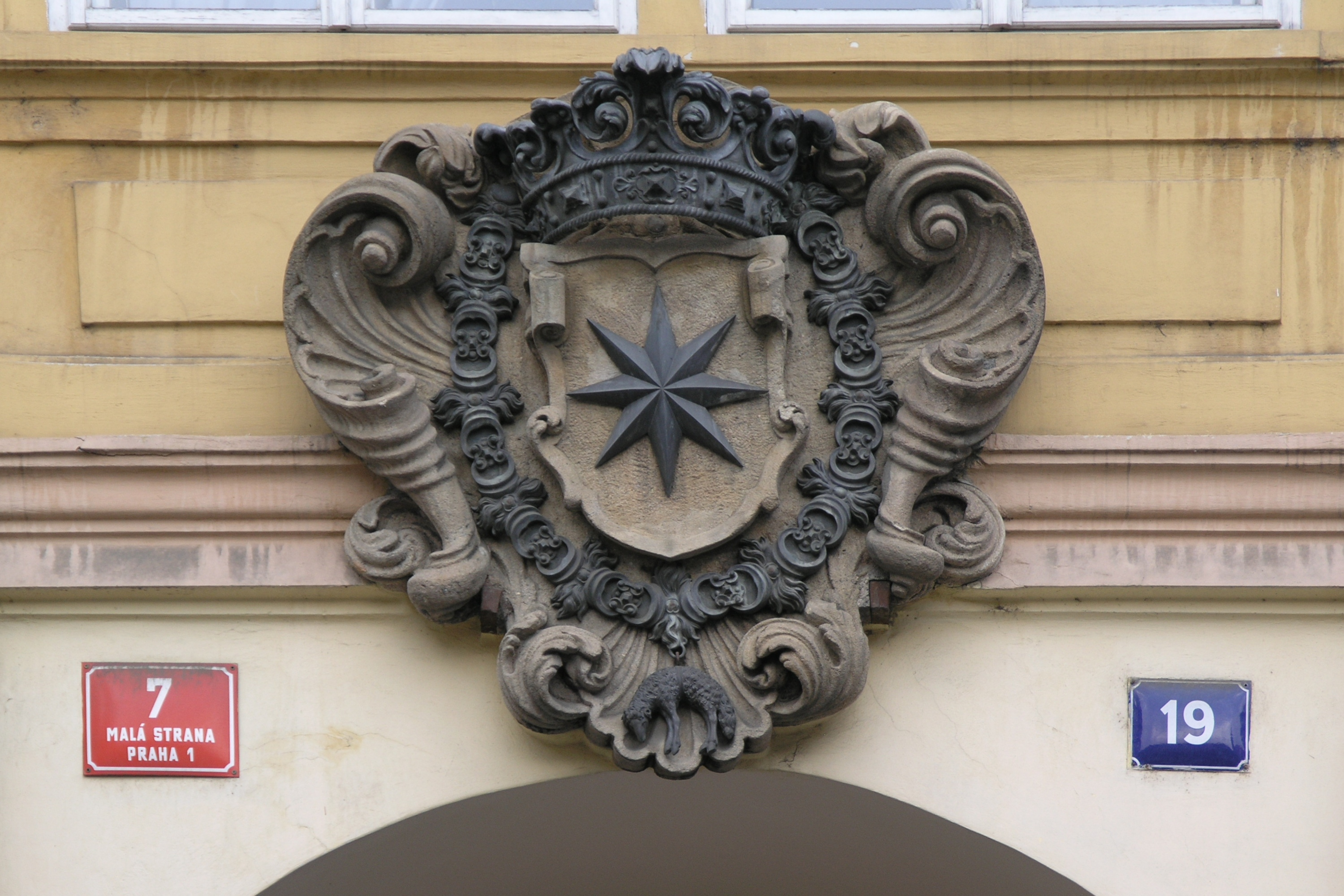
Šternberský erb na průčelí paláce